# Opcja na Prawo
Opcja na Prawo – ogólnopolskie czasopismo o orientacji prawicowej wydawane w latach 2000–2019. Pierwotnie miesięcznik; numer z września 2012 zapowiedział przejście od stycznia 2013 do formuły kwartalnika. Do zakończenia działalności w grudniu 2019 ukazało się 157 numerów.

## Historia
Numer zerowy (próbny) ukazał się w grudniu 2000 roku. Pierwszym redaktorem naczelnym czasopisma był Ludwik M. Kluźniak. W 2002 roku zastąpił go współzałożyciel Solidarności Walczącej Romuald Lazarowicz. Według Instytutu Pamięci Narodowej miesięcznik reprezentował orientację postsolidarnościową. Od 2011 roku redaktorem naczelnym był Jan Ewaryst, a od 2013 Wojciech Trojanowski. W skład redakcji wchodzili również: Marek Arpad Kowalski, Natalia Dueholm, Roman Konik, Damian Leszczyński, Mateusz Machaj. Za druk pisma odpowiadał Józef Białek i należące do niego Wydawnictwo Wektory.
Wśród współpracowników byli m.in. Wojciech Cejrowski, Janusz Korwin-Mikke, Grzegorz Braun, Stanisław Michalkiewicz, prof. Jerzy Przystawa, dr Tomasz Teluk, Tomasz Cukiernik, ks. Rafał Trytek, Krzysztof Nestor Kuźnik, Jacek Tomczak, Łukasz Adamski, Stefan Sękowski, Andrzej Szczęśniak, Stanisław Bieleń, Tomasz Rowiński, Paweł Falicki, Juliusz Jabłecki, Janusz Sanocki, Tomasz Gabiś, Janusz Dobrosz, Mariusz Dzierżawski, Adam Danek, Adrian Nikiel. W piśmie ukazały się również wywiady ze znanymi z głoszenia teorii spiskowych Izraelem Szamirem i Robertem Davidem Steelem.
W kwietniowym numerze w roku 2007 (nr 4/64) redakcja czasopisma poinformowała, że od numeru lipcowego włącznie pismo ma ukazywać się tylko w wersji elektronicznej, co spowodowane było kłopotami finansowymi. Jesienią tego roku pismo znalazło się wśród dziewięciu tytułów analizowanych w zleconym przez Ministerstwo Spraw Wewnętrznych i Administracji raporcie Poznańskiego Centrum Praw Człowieka Instytutu Nauk Prawnych PAN pt. Monitorowanie treści rasistowskich, ksenofobicznych i antysemickich w polskiej prasie; w jego obronie wystąpił poseł Artur Górski.
W 2015 redakcja zorganizowała we Wrocławiu konferencję „Quo vadis Europo? Liberalna Europa w obliczu inwazji”, podczas której wystąpili m.in. Jacek Bartyzel, Aleksiej Komow ze Światowego Kongresu Rodzin i Roberto Fiore.